# Cirey-lès-Pontailler
Cirey-lès-Pontailler é uma comuna francesa na região administrativa da Borgonha-Franco-Condado, no departamento de Côte-d'Or. Estende-se por uma área de 8,45 km². Em 2010 a comuna tinha 200 habitantes (densidade: 23,7 hab./km²).